# Torneio de xadrez de Londres de 1883
O Torneio de xadrez de Londres de 1883 foi uma competição internacional de xadrez disputada na cidade de Londres em 1883 entre 26 de abril a 23 de junho no Victoria Hall do The Criterion. Quatorze jogadores participaram do evento que teve como novidade a utilização de relógios de xadrez com os tempos alternados. Quando um relógio pára, o outro começa a marcar o tempo. Empates deveriam ser jogados novamente e contavam como meio ponto somente após a terceira partida. Este torneio indicou Steinitz e Zukertort como os desafiantes ao título mundial do xadrez.

## Tabela de resultados[3][4]
| #  | Jogador                 | 1  | 2  | 3  | 4  | 5  | 6  | 7  | 8  | 9  | 10 | 11 | 12 | 13 | 14 | Total |
| 1  | Johannes Zukertort      | -- | 01 | 11 | 11 | 10 | 11 | 11 | 11 | 11 | 11 | 11 | 10 | 10 | 11 | 22.0  |
| 2  | Wilhelm Steinitz        | 10 | -- | 01 | 00 | 11 | 01 | 11 | 00 | 11 | 11 | 11 | 11 | 11 | 11 | 19.0  |
| 3  | Joseph Henry Blackburne | 00 | 10 | -- | 01 | 00 | 10 | 11 | 10 | ½1 | 01 | 11 | 11 | 11 | 11 | 16.5  |
| 4  | Mikhail Chigorin        | 00 | 11 | 10 | -- | 11 | 01 | 01 | 01 | 10 | 10 | 10 | 11 | 10 | 11 | 16.0  |
| 5  | George Henry Mackenzie  | 01 | 00 | 11 | 00 | -- | ½½ | 01 | 01 | 01 | 01 | 11 | ½1 | 11 | 11 | 15.5  |
| 6  | Berthold Englisch       | 00 | 10 | 01 | 10 | ½½ | -- | 00 | ½1 | 01 | 01 | 11 | 11 | 11 | 11 | 15.5  |
| 7  | James Mason             | 00 | 00 | 00 | 10 | 10 | 11 | -- | 10 | 10 | 11 | ½1 | 11 | 11 | 11 | 15.5  |
| 8  | Samuel Rosenthal        | 00 | 11 | 01 | 10 | 10 | ½0 | 01 | -- | ½1 | 10 | 01 | 01 | 11 | 11 | 15.0  |
| 9  | Szymon Winawer          | 00 | 00 | ½0 | 01 | 10 | 10 | 01 | ½0 | -- | 01 | 10 | 11 | 11 | 11 | 13.0  |
| 10 | Henry Edward Bird       | 00 | 00 | 10 | 01 | 10 | 10 | 00 | 01 | 10 | -- | 00 | 11 | 11 | 11 | 12.0  |
| 11 | Josef Noa               | 00 | 00 | 00 | 01 | 00 | 00 | ½0 | 10 | 01 | 11 | -- | 01 | 11 | 01 | 9.5   |
| 12 | Alexander Sellman       | 01 | 00 | 00 | 00 | ½0 | 00 | 00 | 10 | 00 | 00 | 10 | -- | 11 | 01 | 6.5   |
| 13 | James Mortimer          | 01 | 00 | 00 | 01 | 00 | 00 | 00 | 00 | 00 | 00 | 00 | 00 | -- | 01 | 3.0   |
| 14 | Arthur Skipworth        | 00 | 00 | 00 | 00 | 00 | 00 | 00 | 00 | 00 | 00 | 10 | 10 | 10 | -- | 3.0   |